# Saint Michael
Saint Michael is een van de elf parishes van Barbados. De grootste plaats is Bridgetown, de hoofdstad van Barbados.

## Geboren
- Rihanna (20 februari 1988), zangeres

Christ Church · Saint Andrew · Saint George · Saint James · Saint John · Saint Joseph · Saint Lucy · Saint Michael · Saint Peter · Saint Philip · Saint Thomas